# Циммерман, Луи
Луи Циммерман (нем. Louis Johann Heinrich Zimmermann; 19 июля 1873, Гронинген — 6 марта 1954, Амстердам) — нидерландский скрипач и композитор.
Сын учителя музыки, получил первые уроки от своего отца, затем от гронингенского скрипача Кристиана Портмана (1846—1908). Окончил Лейпцигскую консерваторию, ученик Карла Райнеке и Ханса Зитта. Совершенствовался как исполнитель в Брюсселе под руководством Эжена Изаи.
В 1890-е гг. работал концертмейстером в Дармштадте. В 1899 г. обосновался в Амстердаме, заняв место вице-концертмейстера в Оркестре Консертгебау. В 1904 г. отправился в Лондон и до 1911 г. преподавал в Королевской академии музыки. Затем вновь в Амстердаме, в 1911—1940 гг. первая скрипка Оркестра Консертгебау. В 1943 г. по случаю своего 70-летия выступил с оркестром как солист, исполнив концерт для скрипки с оркестром Иоганнеса Брамса. Играл также в составе фортепианного Трио Консертгебау (с Яапом Спаандерманом и Мари Лёвенсоном).
В 1926 году осуществил первую электрическую звукозапись скрипичного концерта Бетховена (дирижировал скрипач Чарльз Вудхаус).
Автор собственного скрипичного концерта (1921), каденций к концертам Брамса и Бетховена.
Сын, Луи Жак Циммерман (1913—1998) — известный экономист, профессор Амстердамского университета.